# 衣浦豊田道路
衣浦豊田道路（きぬうらとよたどうろ）は、愛知県豊田市から同県碧南市を結ぶ地域高規格道路である。そのうち豊田市生駒町から知立市新林町間の約4.3 kmが一般有料道路「衣浦豊田道路」として供用されている。
本項では有料区間について詳述する。無料区間（豊田北バイパス、豊田南バイパス、国道419号、国道247号）の詳細は各項を参照。

## 概要
豊田市、知立市、刈谷市、高浜市及び碧南市を縦貫し、西三河内陸工業地帯と衣浦港（衣浦臨海工業地帯）を結ぶ主要幹線道路である。合併施行方式で建設され、一部区間を道路整備特別措置法による有料道路で供用している。

## 全区間

### 路線データ
- 起点 : 愛知県豊田市（東海環状自動車道豊田勘八IC）
- 終点 : 愛知県碧南市（港本町交差点）
- 概略延長 : 40 km
- 幅員 : 17 - 45 m
- 車線数 : 暫定2車線（一部4車線及び6車線）
- 全体事業費 : 659億円

### 構成道路
都市計画道路 衣浦豊田線
- 国道153号（豊田北バイパス） 
  - 開通区間 : 豊田勘八IC - 平戸大橋西交差点
  - 車線数 : 暫定2車線

- 国道155号（豊田南バイパス、一部国道419号重複区間）
  - 開通区間 : 東新町（国道153号豊田西バイパス交点） - 有料区間仮出入口 - 生駒IC/駒場町朝日交差点 - 駒場町向金交差点（生駒ICから国道419号線方面と分岐）
  - 車線数
    - 6車線 : 有料区間仮出入口 - 生駒IC/駒場町朝日交差点（国道155号4車線 + 国道419号2車線）
    - 4車線 : 堤町五月池交差点 - 有料区間仮出入口
    - 暫定2車線 : 豊田西バイパス交点 - 堤町五月池交差点、駒場町朝日交差点 - 駒場町向金交差点

- 国道419号
  - 開通区間 : 全線
  - 車線数
    - 4車線 : 生駒IC - 平松橋南交差点
    - 暫定2車線 : 平松橋南交差点 - 高浜高架橋

- 国道247号
  - 開通区間 : 全線
  - 車線数
    - 4車線 : 浜町交差点 - 港本町交差点
    - 暫定2車線（一部3車線） : 高浜高架橋 - 浜町交差点

### 交差する道路
※ 印のある道路とは立体交差による接続（接続しない交差路線は未掲載）。
豊田北バイパス区間（国道153号）
- C3 東海環状自動車道（豊田勘八IC）
- 豊田市道平戸橋水源線（豊田外環状）
- 国道153号（現道）
- 愛知県道348号西中山越戸停車場線（予定）
- 国道419号（予定）
- 国道155号（予定）

豊田南バイパス区間（国道155号）
- 愛知県道520号豊田東郷線（予定）
- 愛知県道284号宮上知立線（予定）
- 国道153号（豊田西バイパス）
- ※ E1 東名高速道路（豊田IC）
- ※ 愛知県道76号豊田安城線
- ※ 愛知県道489号本地鴛鴨線
- ※ 愛知県道232号鴛鴨三好線
- 愛知県道56号名古屋岡崎線
- 国道419号（有料区間仮出入口）
- 愛知県道56号名古屋岡崎線（新道）・E1A 伊勢湾岸自動車道（豊田南IC） - 県道56号新道経由
- 国道419号（生駒IC）
- 国道419号（現道、旧国道155号線）

一般有料道路「衣浦豊田道路」区間（国道419号）
- ※ 知立市道八橋町15号線（八橋IC）
- ※ 国道1号（牛田IC）
- ※ 愛知県道298号安城知立線（新林IC）

国道419号区間
- ※ 国道23号（知立バイパス西中IC）
- ※ 愛知県道48号岡崎刈谷線
- 愛知県道245号半城土広小路線
- 愛知県道296号小垣江安城線
- 愛知県道299号南中根小垣江線
- 愛知県道304号碧南高浜環状線
- ※ 愛知県道50号名古屋碧南線
- ※ 愛知県道47号岡崎半田線
- ※ 愛知県道46号西尾知多線
- ※ 国道247号（衣浦大橋）

国道247号区間
- ※ 愛知県道301号西尾新川港線（明石IC）
- ※ 愛知県道45号安城碧南線（碧IC）
- 愛知県道265号碧南半田常滑線（衣浦トンネル）
- 国道247号（蒲郡方面）

## 有料区間
有料区間の道路名は地域高規格道路名と同じ衣浦豊田道路（きぬうらとよたどうろ）である。同区間の建設は愛知県道路公社によって行われ、開通から2016年（平成28年）9月までは同社によって運営されていたが、同年10月1日より路線運営が愛知道路コンセッションに移管された。
当該区間は知立市域を北東から南西に縦貫し、国道1号、国道23号、国道155号といった幹線道路網や伊勢湾岸自動車道とのネットワークを担う道路として計画された。また知立市内の交通渋滞緩和のため全線が高架構造となり、知立市内を東西に横断する国道1号や名鉄名古屋本線などと立体交差している。これにより国道155号経由と比べ日中約10分、朝夕ラッシュ時は約30分の時短が実現した。
中部国際空港や第二東名高速道路（現・伊勢湾岸自動車道）の計画に合わせて急遽有料道路として建設された経緯があり、開業から半年経過した2004年（平成16年）7月末時点の交通量は愛知県道路公社が予想した平均27,867台/日に対して4,627台/日と大きく下回っていた。2009年（平成21年）7月から2011年（平成23年）3月までの間、地方道路公社社会実験協議会によって回数券の割引率を30 %に引き上げる社会実験も実施されたが、それによる誘発率（社会実験の実施により道路利用が増えたと推定される交通量）は2.57 %と低く、減少する交通量に一定の歯止めをかけたものの、大きな増加には繋がらなかった。

### 路線データ
- 起点 : 豊田市生駒町東山（生駒IC）
- 終点 : 知立市新林町茶野
- 計画延長 : 4.3 km
- 幅員 : 19.5 m
- 車線数 : 4車線
- 設計速度 : 80 km/h
- 道路建設費 : 235.1億円
- 料金徴収期間 : 2004年3月6日 - 2034年3月5日[5]

### 歴史
- 1994年（平成6年）12月16日：地域高規格道路計画路線に指定[6]
- 1995年（平成7年）4月28日：知立市牛田町 - 知立市西中町（延長3km） 整備区間[注釈 1]に指定
- 1996年（平成8年）8月30日：豊田市 - 知立市（延長2km） 調査区間[注釈 2]に指定
- 1997年（平成9年）9月10日：豊田市 - 知立市（延長2km） 整備区間に指定
- 1999年（平成11年）9月15日：工事着手[7]
- 2004年（平成16年）3月6日：有料道路区間 生駒IC - 新林IC開通[8]
- 2009年（平成21年）7月18日：回数券の割引率を上げる料金引き下げ社会実験を実施（2011年（平成23年）3月31日まで）[4]。
- 2016年（平成28年）
  - 8月31日：愛知道路コンセッション（民間事業者）が愛知県道路公社と公共施設等運営権実施契約を締結[9]。
  - 10月1日：愛知道路コンセッションによる有料道路の運営開始。

### インターチェンジなど
| 施設名                                           | 接続路線名                                                  | 起点から （km） | 備考               | 所在地 |
| ------------------------------------------------ | ----------------------------------------------------------- | --------------- | ------------------ | ------ |
| 衣浦豊田道路（国道155号豊田南バイパス） 勘八方面 |                                                             |                 |                    |        |
| 生駒IC                                           | 国道155号（豊田南バイパス）（E1A 伊勢湾岸自動車道豊田南IC） | 0.0             | 知立方面出入口のみ | 豊田市 |
| 八橋IC                                           |                                                             | 1.3             | 知立方面出入口のみ | 知立市 |
| 牛田IC/TB                                        | 国道1号                                                     | 2.0             | 本線料金所併設     | 知立市 |
| 新林IC                                           | 愛知県道298号安城知立線                                     | 3.6             | 豊田方面出入口のみ | 知立市 |
| （終点）                                         | 国道419号                                                   | 4.3             |                    | 知立市 |
| 衣浦豊田道路（国道419号） 碧南方面               |                                                             |                 |                    |        |

### 通行料金
| 車種       | 車種詳細 | 料金：単位（円） | 料金：単位（円） | 料金：単位（円） |
| 車種       | 車種詳細 | 全線利用         | 生駒 - 牛田      | 牛田 - 新林      |
| ---------- | --- | ---------------- | ---------------- | ---------------- |
| 普通車     | 小型乗用自動車 小型貨物自動車 普通乗用自動車 けん引自動車（けん引自動車が軽自動車で被けん引車が1軸） | 200              | 100              | 100              |
| 中型車     | 普通貨物自動車（総重量8トン未満・最大積載5トン未満・3軸以下） マイクロバス けん引自動車（けん引自動車が軽自動車で被けん引車が2軸以上） けん引自動車（けん引自動車が小型乗用及び普通乗用で被けん引車が1軸）         | 260              | 100              | 160              |
| 大型車     | 中型バス（8トン以上・9 m以下・29人以下） 定期路線バス 普通貨物自動車（総重量8トン以上又は最大積載5トン以上・3軸以下） 普通貨物自動車（総重量25トン以下・4軸） けん引自動車（小型・普通 + 2軸以上、普通貨物 + 1軸） | 370              | 160              | 210              |
| 特大車     | 観光バス 普通貨物自動車（4軸以上） 大型特殊自動車 | 580              | 260              | 320              |
| 軽自動車等 | 軽自動車 自動二輪車（125 cc超） | 160              | 60               | 100              |
| 軽車両等   | 原動機付自転車（50 cc超125 cc以下） | 20               | 10               | 10               |

※ 通行できない車両：小型特殊自動車、50 cc以下の原動機付自転車、軽車両（自転車を含む）
※ ETCは利用できない。

## ギャラリー

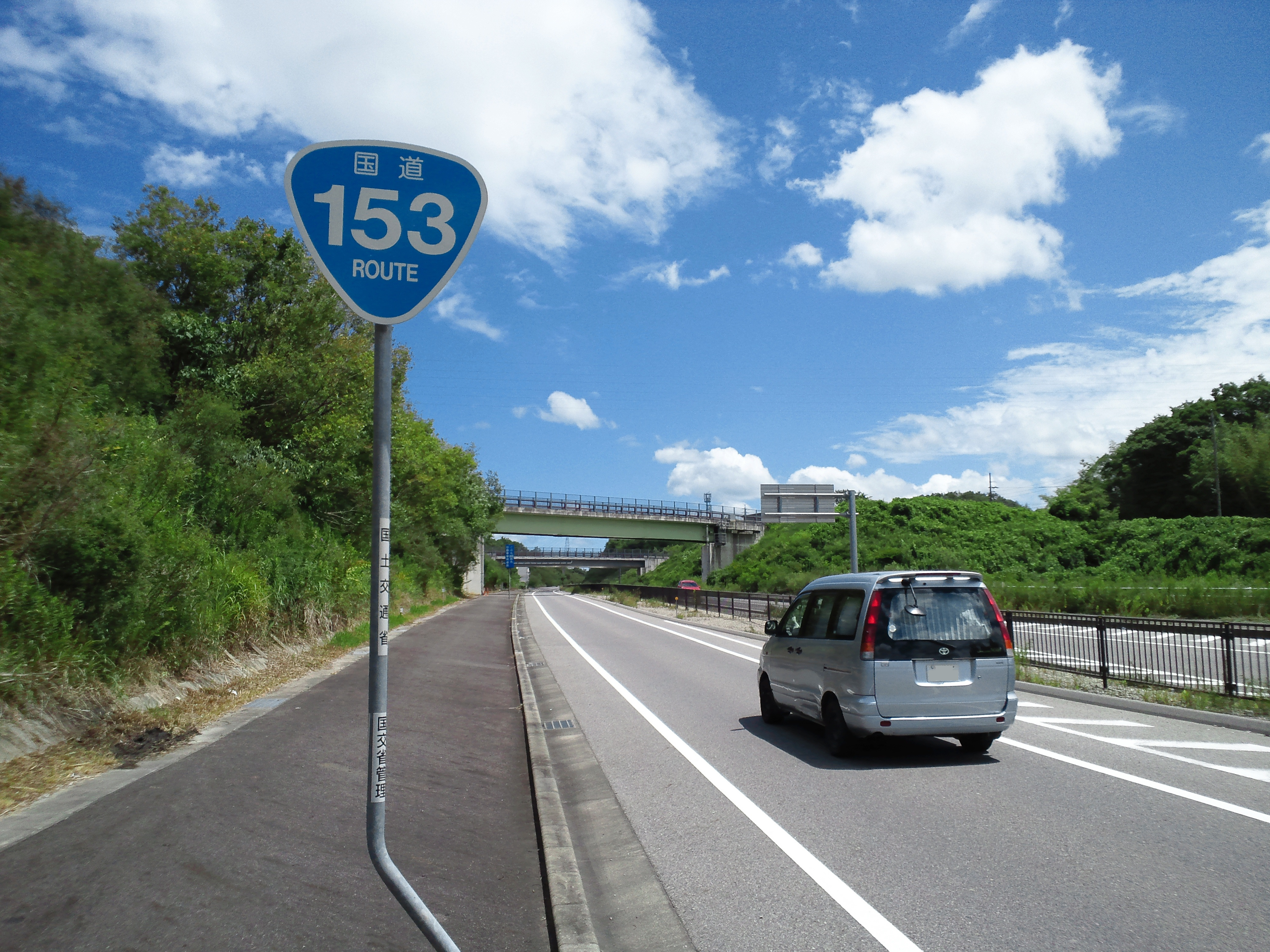
豊田北バイパス 豊田市勘八町
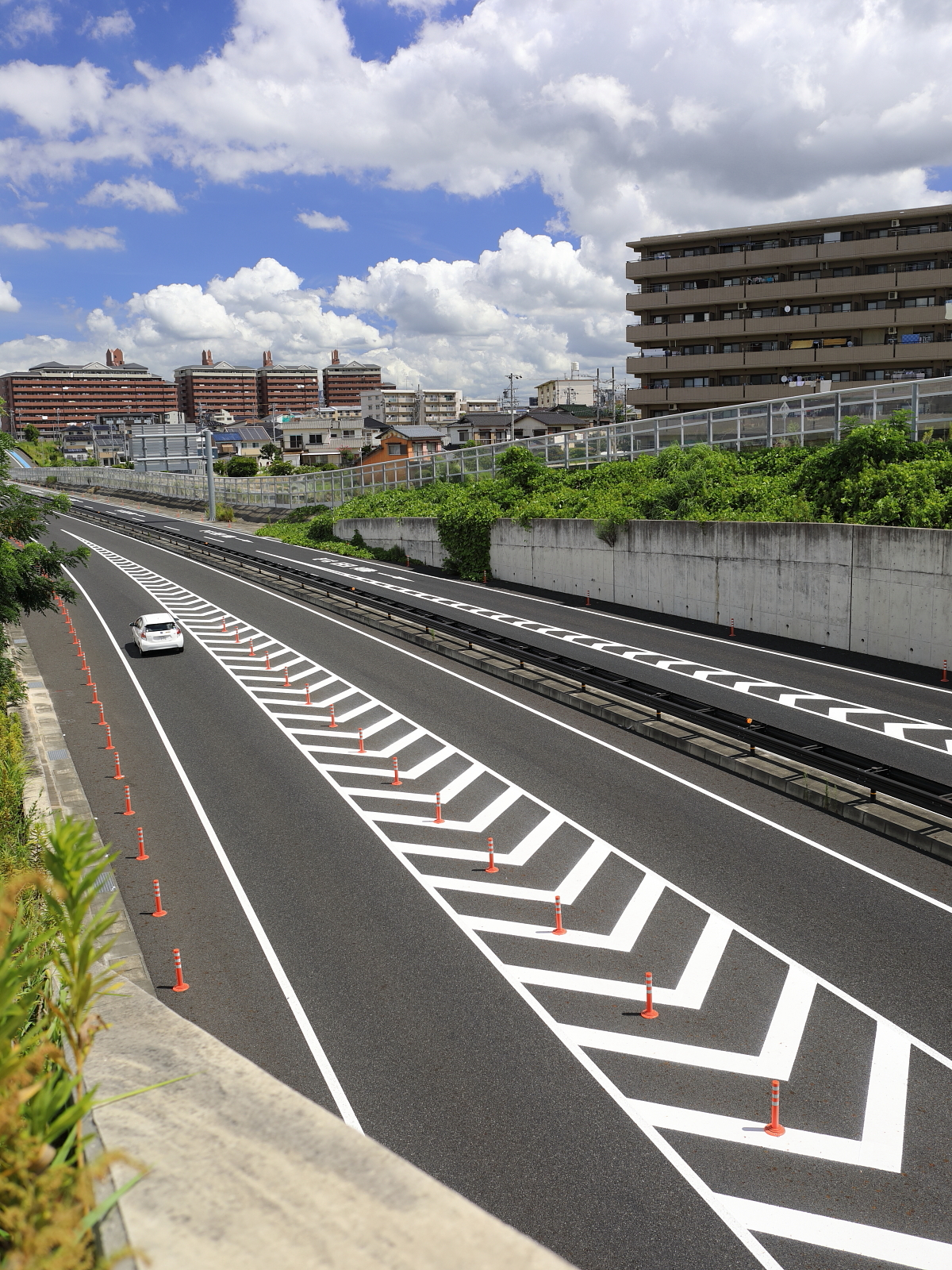
豊田南バイパス 豊田市柿本町
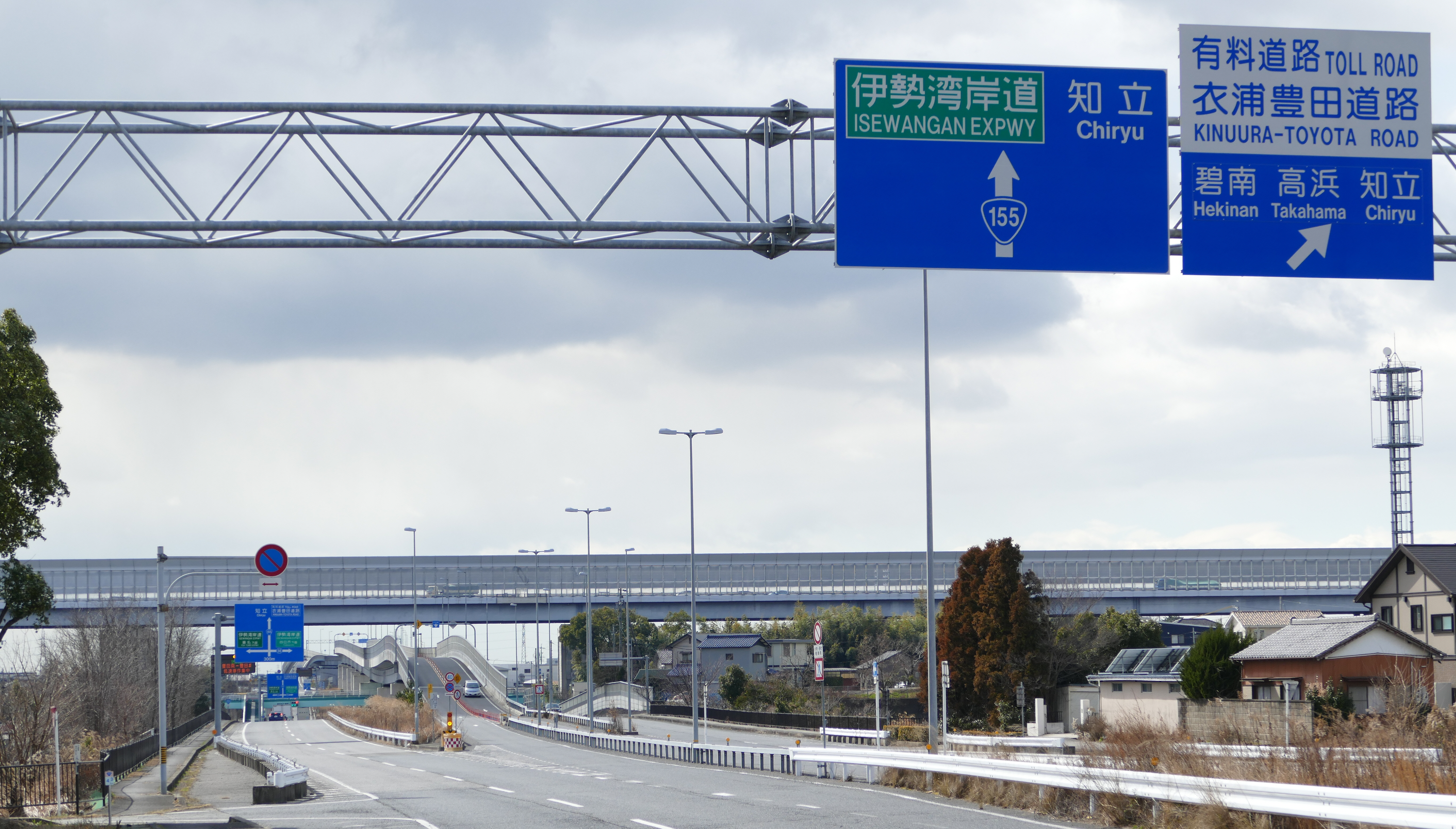
有料区間仮出入口 豊田市花園町
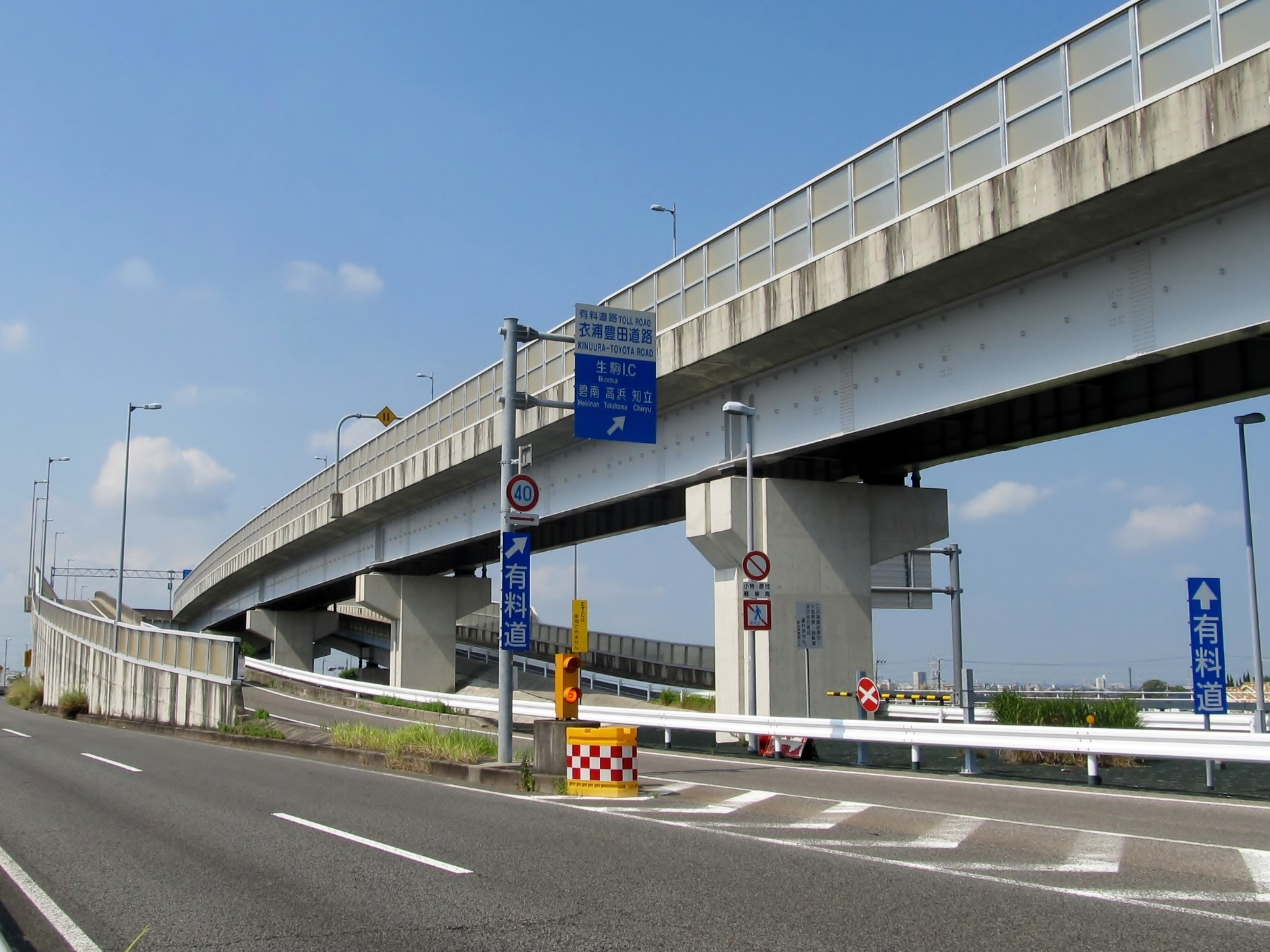
有料区間起点の生駒IC 豊田市生駒町
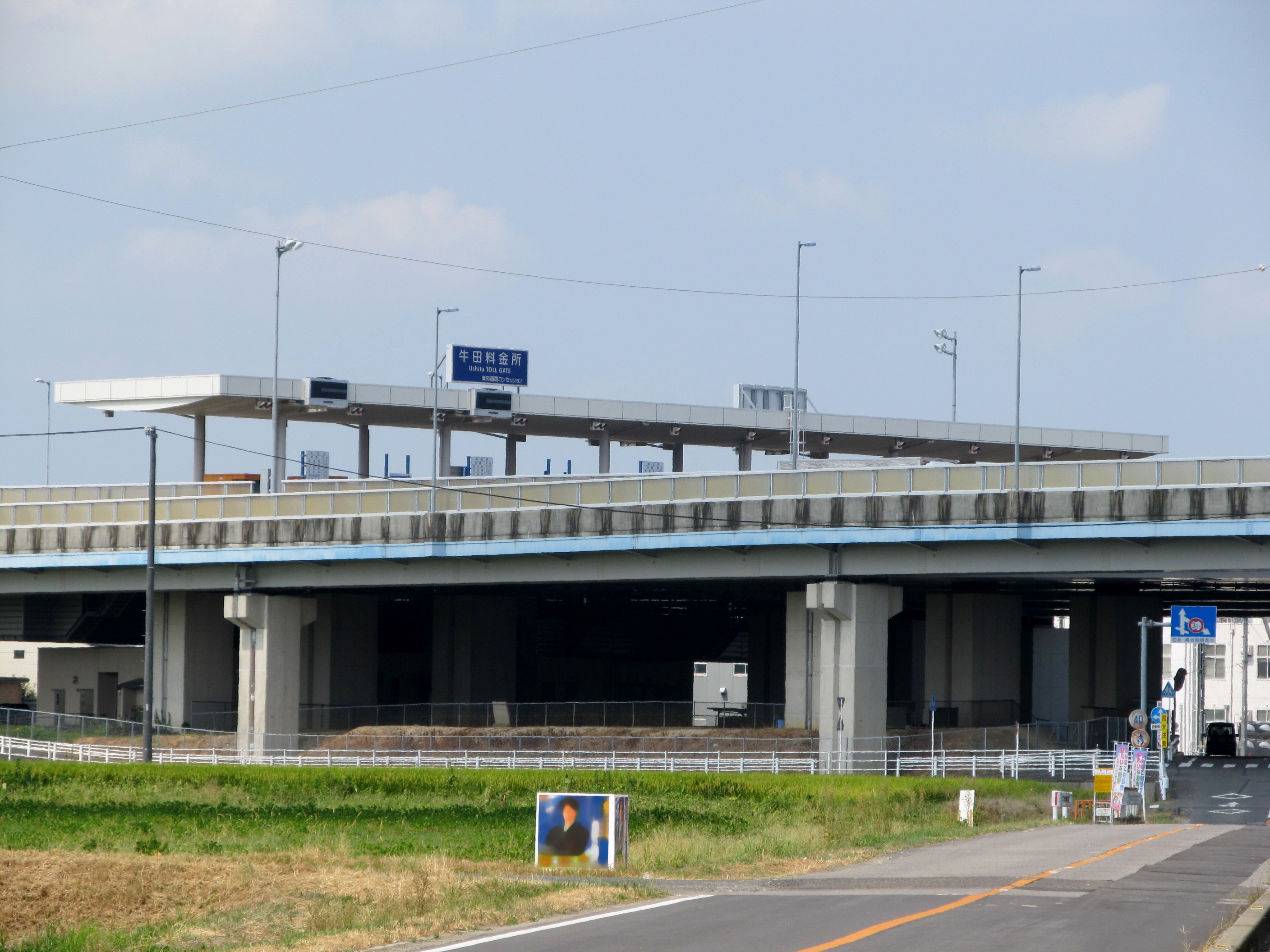
牛田本線料金所 知立市牛田町
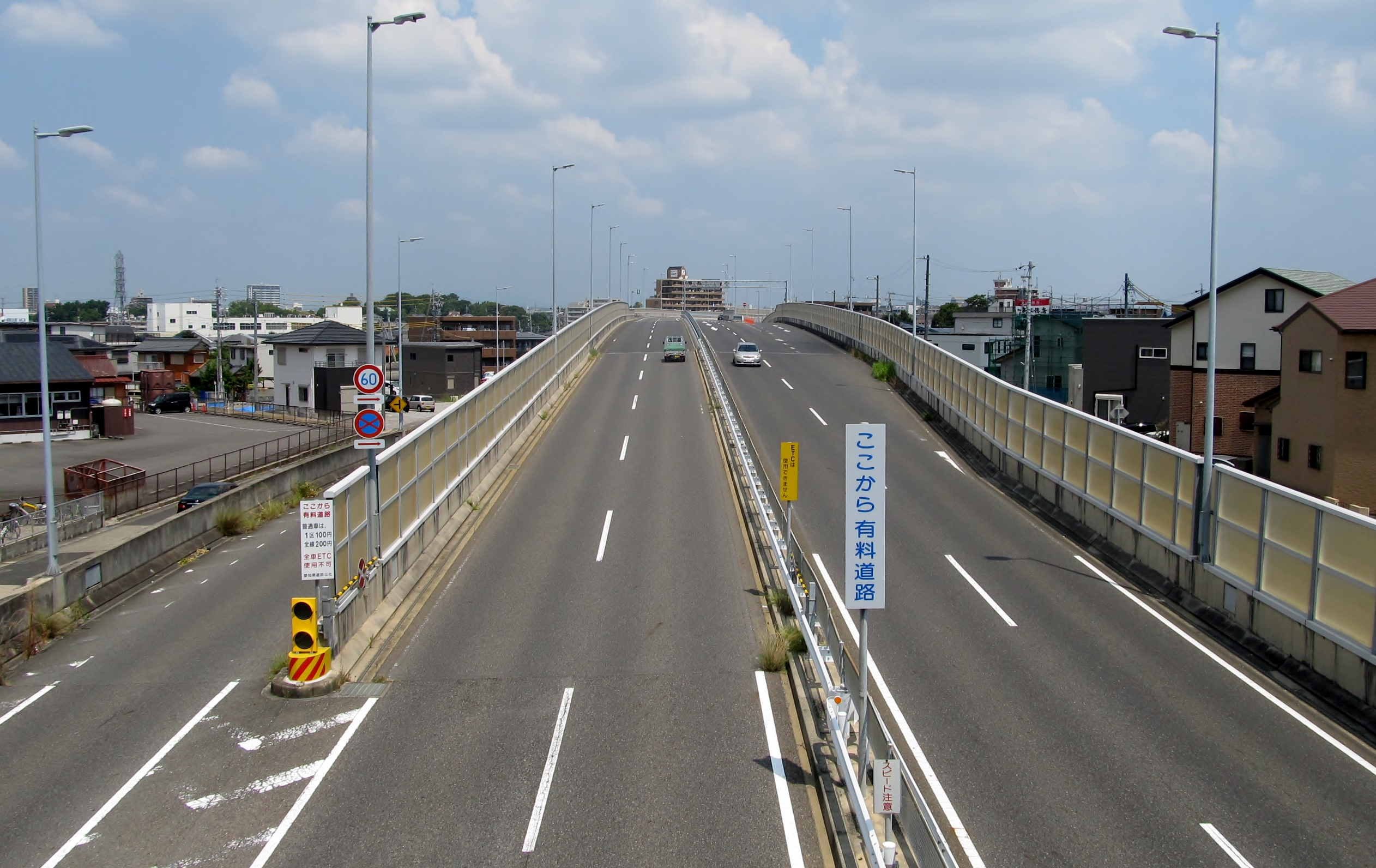
有料区間終点 知立市新林町
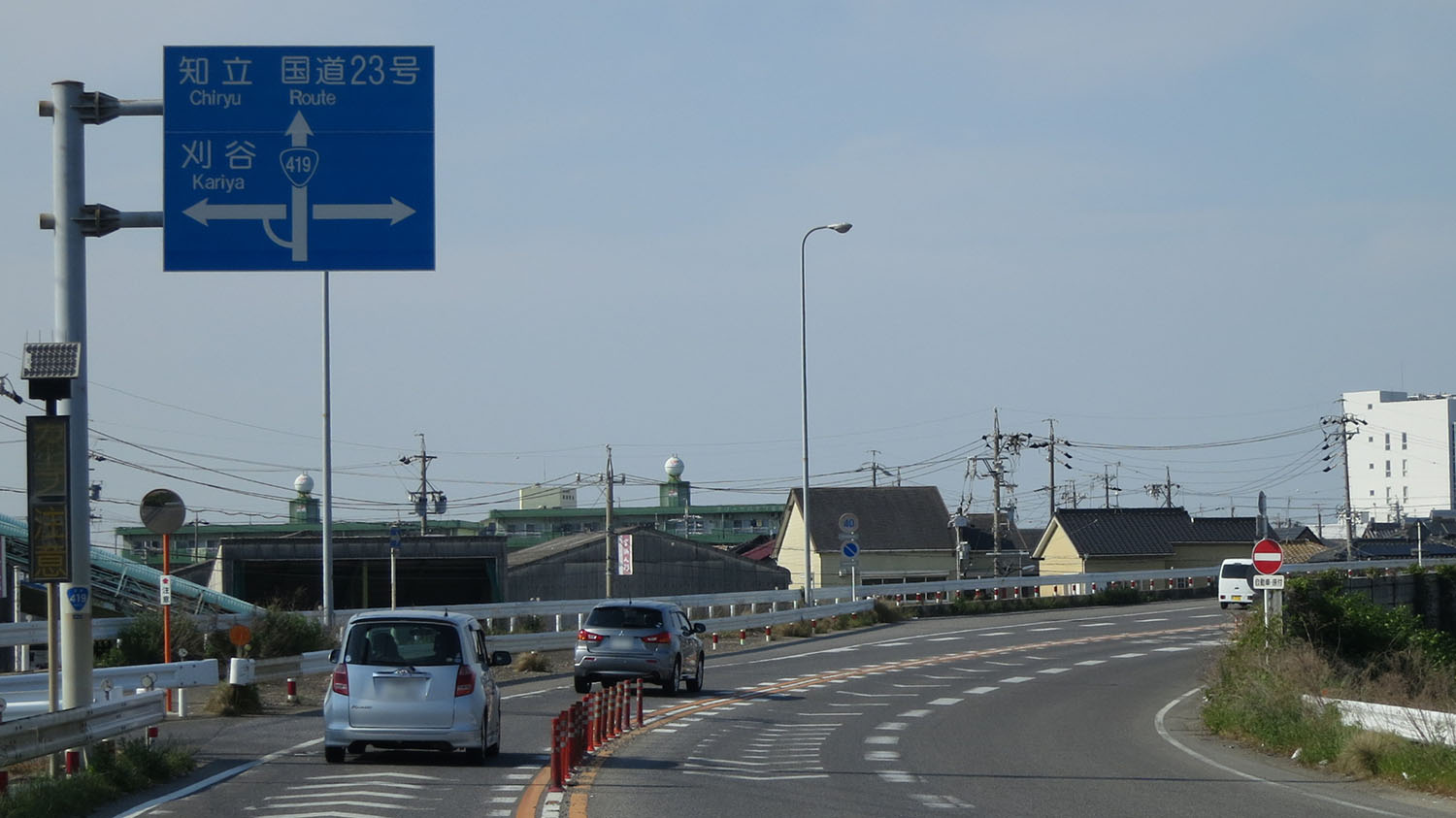
国道419号区間（4車線化工事中） 高浜市芳川町
国道247号区間（4車線化工事中） 碧南市明石町